# 杉洋詹氏宗祠
杉洋詹氏宗祠，是位于中国福建省宁德市周宁县玛坑乡杉洋村的一个清代古建筑，2012年入选周宁县第三批文物保护单位。
杉洋詹氏宗祠始建年代未知，清朝年间重建，建筑坐西朝东，面积764.5平方米，有门牌楼、前院坪、照壁、戏楼、天井、大厅和厢房等结构，大厅为穿斗、抬梁混合式减中柱、金柱，面阔五间、进深六柱，砖木结构硬山顶，祠内存有石雕、木刻和泥塑等艺术品。